# Guanine deaminase

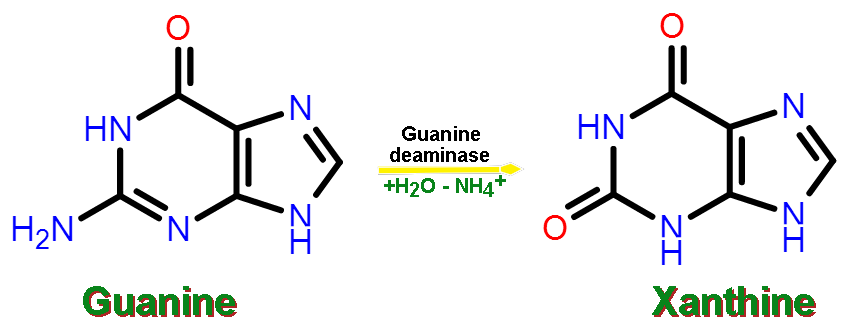
Tổng hợp Xanthine từ guanine

Guanine deaminase hay cypin, guanase, guanine aminase, GAH, guanine aminohydrolase là một enzyme aminohydrolase biến đổi guanine thành xanthine. Cypin là một protein cytosol chính tương tác với PSD-95. Nó thúc đẩy tập hợp vi ống cục bộ trong các sợi nhánh thần kinh.